# The Navigator Company
The Navigator Company ist eine portugiesische Gruppe, die sich der Herstellung und Vermarktung von Papier widmet. Das Unternehmen entstand 2001 aus einem Zusammenschluss der Firmen Portucel und Soporcel. Es besitzt rund 120 Tausend Hektar Eukalyptus-Wald und ist weltweit bekannt für sein Kopierpapier Navigator Universal. Das Unternehmen hat die Kapazität, aus mehr als einer Million Tonnen des Rohmaterials Zellstoff pro Jahr hochwertiges Papier zu produzieren. Die Aktien des Unternehmens werden im PSI 20 gelistet.
Die Unternehmensgruppe arbeitet völlig autonom mit Holz, Zellstoff und Papier und ist derzeit die No.1 der Papierhersteller Europas und eine der größten weltweit. Sein historisches und geschäftliches Zentrum ist in Setúbal, mit Papierfabriken in Setúbal, Figueira da Foz und Cacia, daneben aber auch mit Einrichtungen in fast allen Ländern in Europas, Amerikas und Asiens für Forschung und Entwicklung sowie Handel.
Die The Navigator Company zählt zu den größten Herstellern auf dem internationalen Markt für ungestrichene holzfreie Papiere für die Druckindustrie und den Gebrauch im Büro und ist der größte europäische Produzent von gebleichtem Eukalyptus-Zellstoff-Kraftpapier (BEKP). 

## Papier-Marken
Papier
- Navigator
- Navigator USA
- Navigator Kids
- Navigator Eco-Logical
- Discovery
- Discovery USA
- Explorer
- Explorer Recycled
- Pioneer (Targeting Women)
- Inacópia
- Multioffice
- Target

Offset-Papier
- Soporset
- Soporset USA
- Inaset
- Iberset
- Target Plus
- Pioneer Pre-Print

## Eigentümerstrukturen
Die Aktien der The Navigator Company haben im Portuguese Stock Index 20 eine Gewichtung von 6,49 %.
| Anteil  | Anteilseigner     |
| ------- | ----------------- |
| 75,43 % | Semapa            |
| 2,01 %  | Bestinver Gestion |
| 22,56 % | Streubesitz       |

## Kritik
Im April 2018 richtet sich eine Petition der Umweltschutz-Organisation „Rettet den Regenwald“ gegen Pläne der Firma zur Holzwirtschaft in Mosambik, wo Eukalyptusplantagen für eine Zellstofffabrik angelegt und bis zu 237.000 Hektar Wald gerodet werden sollen, darunter einzigartige Miombo-Ökosysteme.